# Sian Ka'an
Sian Ka'an là một khu dự trữ sinh quyển tại Tulum, bang Quintana Roo, Mexico. Nó được thành lập vào năm 1986 và trở thành một Di sản thế giới của UNESCO vào năm 1987.
Với sự tham gia của các nhà khoa học, kỹ thuật viên, sinh viên, ngư dân, nông dân, cùng với các đối tác trong khu vực và quốc tế, nơi đây đã thực hiện thành công hơn 200 dự án bảo tồn, sử dụng bền vững tài nguyên thiên nhiên và tập trung, nỗ lực thành lập các khu vực tự nhiên cần được bảo vệ bao gồm các rạn san hô của Banco Chinchorro, Xcalak tại (Nam Quintana Roo), Khu dự trữ sinh quyển Sian Ka'an, Cancun, đảo Cozumel, Xcaret và đảo Contoyở phía Bắc với tổng diện tích lên tới 780.000 mẫu Anh (3.200 km 2). Các khu vực này nằm ở các bộ phận của bảy thành phố, đô thị ven biển Caribe của bang Quintana Roo, chủ yếu là ở miền đông Felipe Carrillo Puerto, nơi mà phần lớn Khu dự trữ sinh quyển Sian Ka'an có mặt.
Một phần của khu dự trữ nằm trên đất liền và một phần nằm trong vùng biển Caribe, bao gồm một phần của rạn san hô. Khu bảo tồn có diện tích 5.280 km ².
Nơi đây cũng được biết đến với 23 địa điểm khảo cổ của nền văn minh Maya như là Muyil.
Trong các mục tiêu của dự án Amigos de Sian Ka'an thì việc bảo vệ và quản lý các khu vực có tính đa dạng sinh học cũng như giá trị cao để bảo vệ các loài có nguy cơ bị đe dọa và tuyệt chủng, cùng với đó là cung cấp môi trường giáo dục thông qua sách báo, tạp chí và tờ rơi cũng như hỗ trợ kỹ thuật đào tạo cho cộng đồng người Maya làm việc thông qua du lịch.